# Baixar al-Àssad

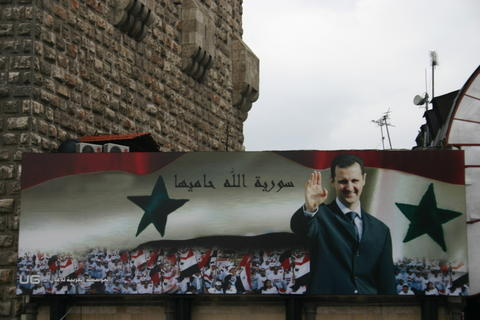
Cartell amb la imatge del president al-Àssad, amb la inscripció Que Déu protegeixi Síria. Ciutat vella de Damasc (2006).

Baixar al-Àssad, sovint transcrit Bashar al-Assad (àrab: بشار الاسد, Baxār al-Asad), fou president de Síria des del mes de juliol de l'any 2000 fins que fou deposat, el desembre de 2024. Nascut l'11 de setembre de 1965 a Damasc, va succeir el seu pare després de la seva mort l'any 2000. És el fill petit de Hafez al-Àssad (1930-2000). És de confessió alauita, una branca de l'islam xiïta molt minoritària a Síria.
Baixar al-Àssad arribà a la presidència de la república després de la seva victòria amb el 97,62% dels vots expressats en un referèndum presidencial organitzat el 27 de maig de 2007, i tot i esdevenir en el seu govern la guerra civil siriana, i les crítiques als abusos als drets humans, va ser reelegit el 2021 amb més del 95% dels vots en les eleccions nacionals, criticades pels observadors internacionals, i l'oposició siriana, per ser fraudulentes i no democràtiques.
Al-Àssad es va graduar a l'Escola de Medicina de la Universitat de Damasc el 1988, i va començar a treballar com a metge militar en l'Exèrcit Àrab Sirià. Quatre anys més tard, va atendre estudis de postgrau a Londres, especialitzant-se en Oftalmologia. En 1994 el seu germà major, Bassel, va morir en un accident de trànsit. Baixar va tornar a Síria per a reprendre el paper del seu germà com a hereu natural. Va entrar en l'acadèmia militar, i es va encarregar de l'ocupació siriana del Líban el 1998. Al desembre de l'any 2000 al-Àssad es va casar amb Asma al-Àssad, llicenciada en Informàtica i analista econòmica del Deutsche Bank i JP Morgan.
Els politòlegs han caracteritzat el govern de la família al-Àssad a Síria com una dictadura personalista. El 17 de juliol de 2000, al-Àssad es va convertir en president, succeint al seu pare, que va morir en el càrrec un mes abans. En les eleccions de 2000 i 2007, no disputades, va rebre el 97,29% i el 97,6% de suport, respectivament. El 16 de juliol de 2014, al-Àssad va jurar el seu càrrec per a un altre mandat de set anys després que altres eleccions li donessin el 88,7% dels vots. Els comicis es van celebrar únicament en les zones controlades pel govern sirià durant la guerra civil en curs en aquest país i van ser criticats per l'ONU. El 2021 al-Àssad va ser reelegit amb més del 95% dels vots en altres eleccions nacionals. Aquestes eleccions han estat criticades pels observadors internacionals, així com per l'oposició siriana, per ser fraudulentes i no democràtiques. Al llarg del seu mandat, els grups de drets humans han qualificat la situació dels drets humans a Síria com a deficient. El govern de al-Àssad es descriu a si mateix com a secular, mentre que alguns politòlegs escriuen que el seu règim explota les tensions sectàries al país i es recolza en la minoria alauita per a mantenir-se en el poder.
Encara que molts Estats el consideraven un reformista en potència en el seu moment, els Estats Units, la Unió Europea i la majoria de la Lliga Àrab van demanar la dimissió d'al-Àssad de la presidència el 2011, després que ordenés una violenta repressió dels manifestants de la Primavera Àrab, que va desembocar en la guerra civil siriana. Al desembre de 2013, l'Alta Comissionada de l'ONU per als Drets Humans, Navi Pillay, va declarar que les conclusions d'una recerca de les Nacions Unides implicaven a al-Àssad en crims de guerra. El Mecanisme Conjunt de Recerca de la OPAQ i l'ONU va concloure a l'octubre de 2017 que el govern d'al-Àssad era responsable de l'atac químic de Jan Sheijun. Al juny de 2014, l'organització estatunidenca Syrian Accountability Project va incloure al-Àssad en una llista d'acusacions de crims de guerra contra funcionaris del govern i rebels que va enviar a la Cort Penal Internacional. Al-Àssad ha rebutjat les acusacions de crims de guerra i ha criticat la intervenció dirigida pels Estats Units a Síria per intentar un canvi de règim.

## Biografia
Baixar al-Àssad va estudiar a l'escola francoàrab al-Hurriyet de Damasc. Hi va aprendre l'anglès i el francès, llengües que parla perfectament.
Va acabar el batxillerat el 1982 i començà llavors els estudis de medicina. Va exercir com a oftalmòleg de 1988 a 1992 a l'hospital militar de Tishreen (als afores de Damasc). Més tard se n'anà a Londres per prosseguir els estudis de la seva especialització, al marge de la política. Fou aquí on hi coneixeria la seva futura esposa, Asma al-Akhras, una síria musulmana de confessió sunnita.
Mai va demostrar cap interès per la política. Hafez al-Àssad havia preparat, de fet, al seu fill gran, Bassel, per encarar la seva successió. Malgrat tot, Bassel al-Àssad va morir en un accident de cotxe el 1994. Fou llavors quan Hafez al-Àssad convertí el seu fill petit en el seu successor.
Baixar es veié obligat a retornar a Síria, on entrà a l'acadèmia militar d'Homs. El 1999, va esdevenir coronel i efectuà missions de confiança pel govern siri; Va anar al Líban per visitar el president Émile Lahoud i, el novembre de 1999, fou rebut pel president francès Jacques Chirac a l'Elisi.
Quan va morir el president Hafez al-Àssad, el parlament siri va canviar la constitució per tal d'abaixar l'edat mínima del candidat a la presidència, passà de 40 a 34 anys. Dos dies després fou promogut a general en cap de les forces armades síries pel vicepresident Khaddam.
El parlament el va proposar com a president de la República síria el 25 de juny del 2000. Prometé d'engegar reformes econòmiques i polítiques a Síria i fou elegit president de la República en un referendum celebrat el 10 de juliol del 2000. El poble siri hi veia en ell un reformador que democratitzaria el país.
Després de la seva elecció el règim es liberalitzà tímidament, és el que s'ha anomenat la «Primavera de Damasc». Centenars de presoners polítics foren posats en llibertat i nasqueren fòrums d'intel·lectuals que parlaven de la democratització de Síria i de la fi de l'estat d'urgència en vigor des de 1963. Tot i així, pressionat per la vella guàrdia del règim, encapçalada per Khaddam i que temia l'«algerització» de Síria, al-Àssad posà fi a aquest moviment liberal declarant que hi ha línies roges que no cal travessar. L'acció que seguí a aquest gir fou l'empresonament de desenes d'intel·lectuals.
Tanmateix se li reconeix certa pressió sobre els membres més radicals de l'administració del seu pare, que encara viuen sota una òptica de conflicte armat amb Israel. Ha realitzat algunes reformes economiques, malgrat la liberalització de l'economia síria és limitada, l'intervencionisme de l'Estat encara és extremadament present i la corrupció continua nodrint l'economia del país. A més a més, les sanccions econòmiques dels Estats Units compliquen encara més la situació.
Baixar al-Àssad fou reescollit president en un referendum convocat el 27 de maig de 2007.
El 25 de juny del 2010 inicià una gira per l'Amèrica Llatina que inclogué Cuba, Veneçuela, el Brasil i l'Argentina.

## Guerra civil
Un ampli moviment contestatari contra el règim baasista va començar per manifestacions antirègim i pro-règim el 2011 durant la Primavera Àrab que fou reprimit per les forces sirianes fou transformant-se progressivament en la guerra civil siriana, en la qual per fer front a l'exèrcit regular i les seves forces auxiliars, el 2011 es va constituir l'Exèrcit Lliure de Síria sobre la base d'un nucli de desertors i de ciutadans. Sota el lideratge d'Abu Bakr al-Baghdadi, capitost d''Estat Islàmic des de l'any 2010, el grup va saber aprofitar la conjuntura de la Guerra civil per expandir-se per gran part del territori del país, i declarant-se finalment a l'abril de 2013 com a Estat Islàmic de l'Iraq i el Llevant (en al·lusió al llevant mediterrani).
Després de les eleccions de 2014 celebrades només a les zones controlades pel govern, en les que va aconseguir el 88,7% dels vots va jurar un nou mandat de set anys.
El govern ha recuperat el control de les ciutats més grans de Síria, però grans parts del país segueixen en mans de rebels, gihadistes i les SDF liderades per kurds. L’últim reducte de l'oposició restant es troba a la província nord-occidental d’Idlib i a parts adjacents del nord de Hama i de les províncies occidentals d'Alep, dominada per una aliança jihadista anomenada Tahrir al-Xam i les principals faccions rebels. El març de 2020, Rússia i Turquia van promoure un alto el foc per frenar l'empenta del govern per recuperar Idlib i des d’aleshores hi ha hagut una relativa calma. Al nord-est del país, les forces turques i els rebels sirians aliats van llançar una ofensiva contra les Forces Democràtiques Sirianes a l'octubre de 2019 per crear una "zona segura" lliure de la milícia kurda Unitats de Protecció Popular al costat de la frontera siriana, i han ocupat 120 km. Per aturar l'assalt, les FDS van signar un acord amb el govern sirià que va veure com l'exèrcit sirià tornava a la regió kurda per primera vegada en set anys. El govern s'ha compromès a recuperar-ne el control total.
Al-Àssad va ser reelegit el 2021 amb més del 95% dels vots en les eleccions nacionals, criticades pels observadors internacionals, i l'oposició siriana, per ser fraudulentes i no democràtiques.
L'esclat de la guerra russo-ucraïnesa en 2022 va comportar la retirada de personal i recursos militars russos, el principal aliat d'Assad, i els atacs d'Israel a Iran i els forts cops contra Hezbol·là, també aliats d'al-Àssad, van deixar un buit que els rebels van poder aprofitar El 27 de novembre de 2024 els milicians de l'aliança jihadista Tahrir al-Xam van iniciar l'Operació Alba de Llibertat. prenent Alep el 30 de novembre el 5 de desembre van capturar Hama mentre el 29 de novembre de 2024, els grups d'oposició del sud van començar un avanç de dos fronts cap a Damasc combinats amb l'Exèrcit Lliure de Síria que va prendre Palmira el 7 de desembre. El 8 de desembre, les forces rebels van entrar a Damasc.

## Caiguda del règim i exili a Moscou
Baixar al-Àssad va abandonar Síria el 8 de desembre de 2024 amb la seva família en direcció a Moscou quan els rebels estaven a punt de prendre Damasc.

## Vida privada
Va cursar estudis de secundària a l'escola franc-àrab del-Hurriyah a Damasc. Posteriorment curso la carrera de medicina en l'especialitat d'oftalmologia per a, després de realitzar pràctiques com a oficial mèdic en un hospital militar, completo els seus estudis de medicina a Londres, en el Western Eye Hospital, on es va especialitzar en el tractament del glaucoma.
Parla anglès fluid i té dots de conversa bàsiques en francès.
Al desembre de l'any 2000 al-Àssad es va casar amb Asma al-Àssad, Akhras de soltera, una ciutadana britànica d'origen sirià, oriünda de Acton (Londres). El 3 de desembre de 2001 es van convertir en pares del seu primer fill, Hafez, anomenat en honor del seu avi Hafez al-Àssad. Zein va néixer el 5 de novembre de 2003, i Karim el 16 de desembre de 2004. Al-Àssad resideix en el Palau Presidencial a Damasc, on també va viure el seu pare mentre va ser president.

## Presidència
En morir el seu pare l'any 2000, Baixar va ser ascendit a General de l'Estat Major i Cap Suprem de les Forces Armades sirianes. Nomenat candidat únic pel Partit Baath Àrab Socialista per a la presidència de la República, va ser triat mitjançant referèndum el 10 de juliol de 2000, prenent possessió el 17 de juliol. El començament del seu mandat va plantejar una esperança de canvi democràtic i una obertura econòmica liberal que va ser ben rebuda per Occident (França li va concedir la seva Legió d'Honor, que li va ser retirada el 2018).
No obstant això, el temps va demostrar la continuïtat de la política del seu pare. Després de l'obertura «democràtica» de 2012 va reanimar les seves polítiques liberals promovent privatitzacions i guanyant-se nous socis internacionals com la Xina. També va començar una promoció al turisme de les costes del mediterrani sirià.
Davant l'amenaça de la idea de guerra preventiva duta a terme per l'administració estatunidenca, la inestabilitat al Líban (on Síria mantenia una forta presència militar) i les constants tensions amb el seu veí Israel, Baixar al-Àssad va intentar tenir un discurs reformista que pogués satisfer els desitjos de la Unió Europea i els Estats Units, però que en la pràctica va suposar cap concessió al moviment opositor sirià.
La forta pressió internacional sobre Baixar al-Àssad i la Revolució dels Cedres després de la mort de l'ex primer ministre libanès Rafik Hariri, l'autoria del qual va ser atribuïda als serveis secrets sirians, va fer que al-Àssad manés retirar les tropes sirianes estacionades al Líban. Baixar al-Àssad va ser reelegit en un referèndum convocat a aquest efecte el 27 de maig de 2007, boicotejat per l'oposició en l'exili i en el qual va obtenir un 97,62% de sufragis favorables. Va ser reelegit novament en l'elecció presidencial del 3 de juny de 2014.
Des de 2011, amb l'inici de la Guerra Civil Siriana, diferents països àrabs, la Unió Europea, els Estats Units, Turquia i altres governs han exigit la renúncia de Baixar al-Àssad, mentre que governs d'altres països com l'Iran (principal aliat a la regió), Rússia, la Xina, Corea del Nord, Veneçuela, Bolívia, l'Equador i Cuba condemnen o no donen suport a la intervenció estrangera ni el canvi de govern a Síria.
Al gener de 2013, després que l'enviat per les Nacions Unides i la Lliga Àrab, Lakhdar Brahimi, va dir que al-Àssad no ha de participar en un govern de transició, Walid Mualem, Ministre d'Exteriors sirià, va cridar als grups de l'oposició a ajuntar-se amb un nou gabinet sota al-Àssad, però només si «rebutgen la intervenció estrangera» a Síria.
El Secretari d'Estat dels EE.UU, John Kerry, va arribar a admetre en àudios filtrats que esperaven que el creixement de Daesh pogués empènyer a al-Àssad a negociar, no obstant això la intervenció russa va forjar un suport que va impedir que s'acostés a la taula de negociacions.